# Битва за Осан
Битва за Осан — первое сражение между войсками Северной Кореи и США в Корейской войне, произошедшее 5 — 6 июля 1950 года. 
Задачами 540 американских пехотинцев и артиллерии поддержки были продвижение к Осану и оборона под напором северокорейских частей до появления подкреплений, перебрасываемых США на полуостров. В завязавшемся бою американские силы (оперативная группа «Смит») оказались не в состоянии противостоять северокорейским танкам Т-34. Оперативная группа обладала весьма ограниченными противотанковыми средствами и из эффективного оружия могла противопоставить им лишь несколько гаубиц и гранатометы "базука". Американцы смогли остановить лишь несколько северокорейских танков; колонна танков прошла через их оборонительные рубежи и направилась к Осану.
После прохода танков около 5000 северокорейских бойцов атаковали оперативную группу, которая сдерживала их в течение нескольких часов. В итоге северокорейские войска обошли обороняющихся с флангов. В ходе последующего отступления некоторые американцы получили ранения и попали в плен, после чего некоторые из них, возможно, были казнены. Несмотря на тяжёлые потери, оперативной группе «Смит» удалось задержать северокорейские силы на несколько часов, что позволило выиграть немного времени для организации новой линии обороны к югу от Осана.